# Zhengao
Zhengao (chinesisch 真誥 / 真诰, W.-G. Chen-kao, englisch The Declarations of the Perfected – „Die Deklarationen der Vollkommenen (zhenren)“; auch oft falsch mit Zhen'gao transkribiert) ist ein Werk des chinesischen daoistischen Gelehrten und Arztes Tao Hongjing (456–536). Es ist ein Hauptwerk des Shangqing-Daoismus, das vermutlich 516 abgeschlossen wurde. Das Werk berichtet über die verschiedenen Umstände der Offenbarung an das Medium Yang Xi 楊羲 (330–ca. 386). Die Standardausgabe des Zhengao ist die des ming-zeitlichen Daoistischen Kanons (Zhengtong daozang: DZ 1016). Es ist auch in der Sammlung Xuejin taoyuan 学津讨源 enthalten.